# تفكك حراري
التفكك الحراري (أو الانحلال الحراري) عبارة عن تفكك كيميائي بسبب التسخين. ودرجة حرارة التفكك الحراري لمادة ما هي درجة الحرارة التي تتفكك عندها المادة كيميائياً. عادة ما يكون التفكك الحراري تفاعل ماص للحرارة عندما تكون الحرارة مطلوبة لتكسير الروابط الكيميائية في المركبات الخاضعة لعملية التفكك الحراري. أما إذا كان التفكك طارد للحرارة بشكل كافٍ ، فإنه ينشأ حلقة تغذية راجعة إيجابية ينتج عنها تدهور حراري ربما يؤدي إلي انفجار.

## أمثلة
- تتفكك كربونات الكالسيوم CaCO3 إلى أكسيد الكالسيوم Cao وثاني أكسيد الكربون CO2 عند تسخينه :

CaCO3 → CaO + CO2
ويستخدم هذا التفاعل لتحضير أكسيد الكالسيوم CaO الذي يتفاعل مع الماء لينتج هيدروكسيد الكالسيوم Ca(OH)2 الذي يستخدم في مواد البناء.

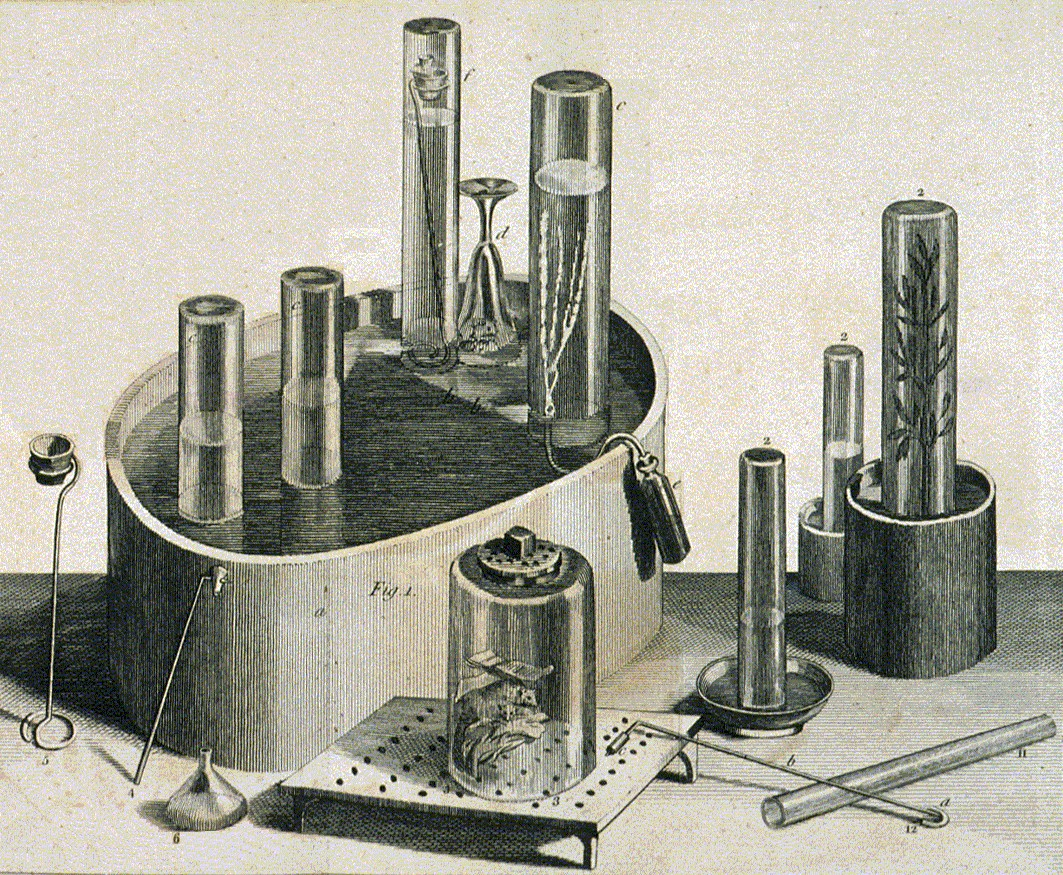
ALT = الحفر من المعدات العلمية المتنوعة، مثل حوض الهواء المضغوط. يعتمد فأر ميت تحت علبة واحدة من الزجاج.

- العديد من الأكاسيد تتفكك عند درجات حرارة عالية ومثال لذلك تفكك أكسيد الزئبق HgO لينتج الأكسجين والزئبق وقد استخدم هذا التفاعل جوزيف بريستلي لتحضير الأكسجين للمرة الأولي.

2HgO –Δ→ 2Hg + O2
- عند تسخين الماء لدرجة حرارة تفوق 2000 ° م ،فإننسبة صغيرة منه تتفكك إلى عناصره المكونة له :

2H2O → 2 H2 + O2
- المركب الذي يتفكك عند درجة حرارة عُظمى ، هو أول أكسيد الكربون CO ، عند ≈ 3870 ° م (≈ 7000 ° فهرنهايت) [بحاجة لمصدر] .[2][3]

### تحلل النترات والنتريت ومركبات الأمونيوم
- ثنائي كرومات الأمونيوم عند التسخين تنتج النيتروجين والماء وأكسيد الكروم (III) .
- نترات الأمونيوم عند التسخين القوي تنتج أكسيد ثنائي النتروجين ("غاز الضحك") والماء.
- نتريت الأمونيوم عند التسخين تنتج غاز النيتروجين والماء.
- أزيد الباريوم عند التسخين تنتج معدن الباريوم وغاز النيتروجين.
- تحلل نترات الصوديوم: عند تسخين نترات الصوديوم NaNO3 بيضاء اللون فإنه ينتج نتريت الصوديوم NaNO2، وهي مادة بيضاء مائلة للصفرة ويتصاعد غاز الأكسجين O2.

## سهولة التحلل
عندما تقترب الفلزات الجزء من السفلي السلسلة النشطة، الخاصة بمجموعة المركبات تتحلل بسهولة عموما في درجات حرارة عالية. وذلك لأن أقوى الروابط بين الذرّة تتشكل تجاه الجزء العلوي من سلسلة التفاعلات،
.